# 병원 (후한)
병원(邴原, ? ~ ?)은 중국 후한 말기의 인물로 자는 근구(根桕)이다.
그는 화흠(華歆), 관녕(管寧)과 함께 일룡이라고 불렸으며 화흠은 용의 머리, 병원은 용의 배, 관녕은 용의 꼬리로 여겨졌다고 한다.
그는 공융이 북해상이 되었을 때 현량(賢良)으로 천거되었다. 후에 조조에게 귀순하였다.